# Dąbrowa, Ostródzki
Dąbrowa [dɔmˈbrɔva] là một ngôi làng thuộc khu hành chính của Gmina Dąbrówno, thuộc huyện Ostródzki, Warmińsko-Mazurskie, phía bắc Ba Lan. Nó cách Ostróda khoảng 37 kilômét (23 mi) về phía đông nam của và cách thủ phủ khu vực Olsztyn 46 km (29 mi) về phía tây nam.